# Communauté rurale de Koussy
La communauté rurale de Koussy est une communauté rurale du Sénégal située en Casamance, au sud du pays. 
Créée en 2008, elle fait partie de l'arrondissement de Diendé, du département de Sédhiou et de la région de Sédhiou.

## Domaine agricole communautaire
Le domaine agricole communautaire (DAC) de Séfa est installé à cheval sur les communes de Diendé et de Koussy, dans la région de Sédhiou. Le DAC couvre une superficie de deux mille (2.000) hectares qui ont fait l’objet de délibérations par lesdites communes, approuvées par le Sous-préfet. Les activités ont démarré depuis août 2014 avec des activités agricoles. La production de maïs a été jusqu’ici l’activité phare. Le forage, les bassins piscicoles, la station d’essai et les unités autonomes délimitées, font de ce DAC un haut-lieu de la production de semences.